# 陕西南路站
陕西南路站位于中华人民共和国上海市徐汇区与黄浦区交界，淮海中路、陕西南路、南昌路交叉口，为上海地铁1号线、10号线与12号线的地铁换乘站。1号线车站設于淮海中路陕西南路口，由北京市城建设计院设计；10号线车站設于南昌路，陕西南路與襄阳南路之間；12号线车站設于陕西南路，淮海中路與南昌路之間。三个站台呈“之”字型布置。

## 车站结构

### 楼层分布
| 地面层   | 出入口             | 1-4、6-10出入口                             |  |  |
| 地下一层 | 1号线站厅          | 票务服务、自动售票机、人工服务台            |  |  |
|          | 10、12号线站厅     | 票务服务、自动售票机、人工服务台            |  |  |
| 地下二层 |                    | █ 1号线 往莘庄（常熟路）                    |  |  |
|          | 岛式站台，左侧开门 |                                             |  |  |
|          |                    | █ 1号线 往富锦路（一大会址·黄陂南路）       |  |  |
|          | ③站台              | █ 10号线 往虹桥火车站或航中路（上海图书馆） |  |  |
|          | 岛式站台，左侧开门 |                                             |  |  |
|          | ④站台              | █ 10号线 往基隆路（一大会址·新天地）        |  |  |
| 地下三层 | ⑤站台              | █ 12号线 往七莘路（嘉善路）                 |  |  |
|          | 岛式站台，左侧开门 |                                             |  |  |
|          | ⑥站台              | █ 12号线 往金海路（南京西路）               |  |  |

### 站厅
陕西南路站的站厅位于车站地下一层。1号线、10号线、12号线站厅呈Z字形排列。1号线站厅位于淮海中路地下，呈东西向布置，西南侧通过换乘通道连接12号线站厅。12号线站厅位于陕西南路地下，呈南北向布置，南端与10号线站厅东端相连，并在10、12号线站厅交叉处设有三角换乘大厅，与环贸iapm商场LG2层平层对接。10号线站厅位于南昌路北侧地下，呈东西向布置。

### 站台
陕西南路站三线站台均为岛式站台，其中1号线站台位于淮海中路地底，10号线站台位于南昌路北侧地底，12号线站台位于陕西南路地底。

### 换乘
陕西南路站自10号线开通起，成为1号线、10号线两线换乘车站。但两个车站在付费区并不相连，两线仅供公交卡乘客在30分钟内出站换乘：在出站后30分钟内进入邻线闸机将被系统认为连续乘车，里程连续计算；持單程車票的乘客則未能進行出站換乘。
自2015年12月19日起12号线西段开通后，陕西南路站成为1号线、10号线与12号线的三線换乘站，不再实施虚拟换乘。

## 车站出口
陕西南路站共有9个出入口，其中1-4号口连通1号线站厅，6-10号口连通10、12号线站厅。1号口附近有地下连通道连接百盛，2号口附近有地下连通道连接巴黎春天，10、12号线站厅多处设有地下连通道通往环贸iapm商场，各出入口如下所示：
| 出口编号               | 出口指示           | 照片           |
| 连通 1号线站厅         | 连通 1号线站厅     | 连通 1号线站厅 |
| ---------------------- | ------------------ | -------------- |
| 1 · 出口               | 陕西南路，淮海中路 |                |
| 2 · 出口               | 陕西南路，淮海中路 |                |
| 3 · 出口               | 茂名南路，淮海中路 |                |
| 4 · 出口               | 茂名南路，淮海中路 |                |
| 连通 10号线 12号线站厅 |                    |                |
| 6 · 出口               | 南昌路，陕西南路   |                |
| 7 · 出口               | 南昌路，襄阳南路   |                |
| 8 · 出口 · （设有）    | 陕西南路 ，南昌路  |                |
| 9 · 出口               | 陕西南路           |                |
| 10 · 出口              | 陕西南路，淮海中路 |                |
| 图例： 设有            |                    |                |

## 圖片
- 於1号线站厅內展示的壁畫
- 翻新前的陕西南路站1号线站台（2009年）
- 翻新前的陕西南路站3号口（2004年）

## 车站周边
- 上海環貿廣場
- 国泰电影院
- 襄阳公园
- 上海音乐学院

## 接驳交通

### 公交
24、26、41、42、45、104、128、146、167、301、304、320、911、911区间、920、926、955